# Énucléation

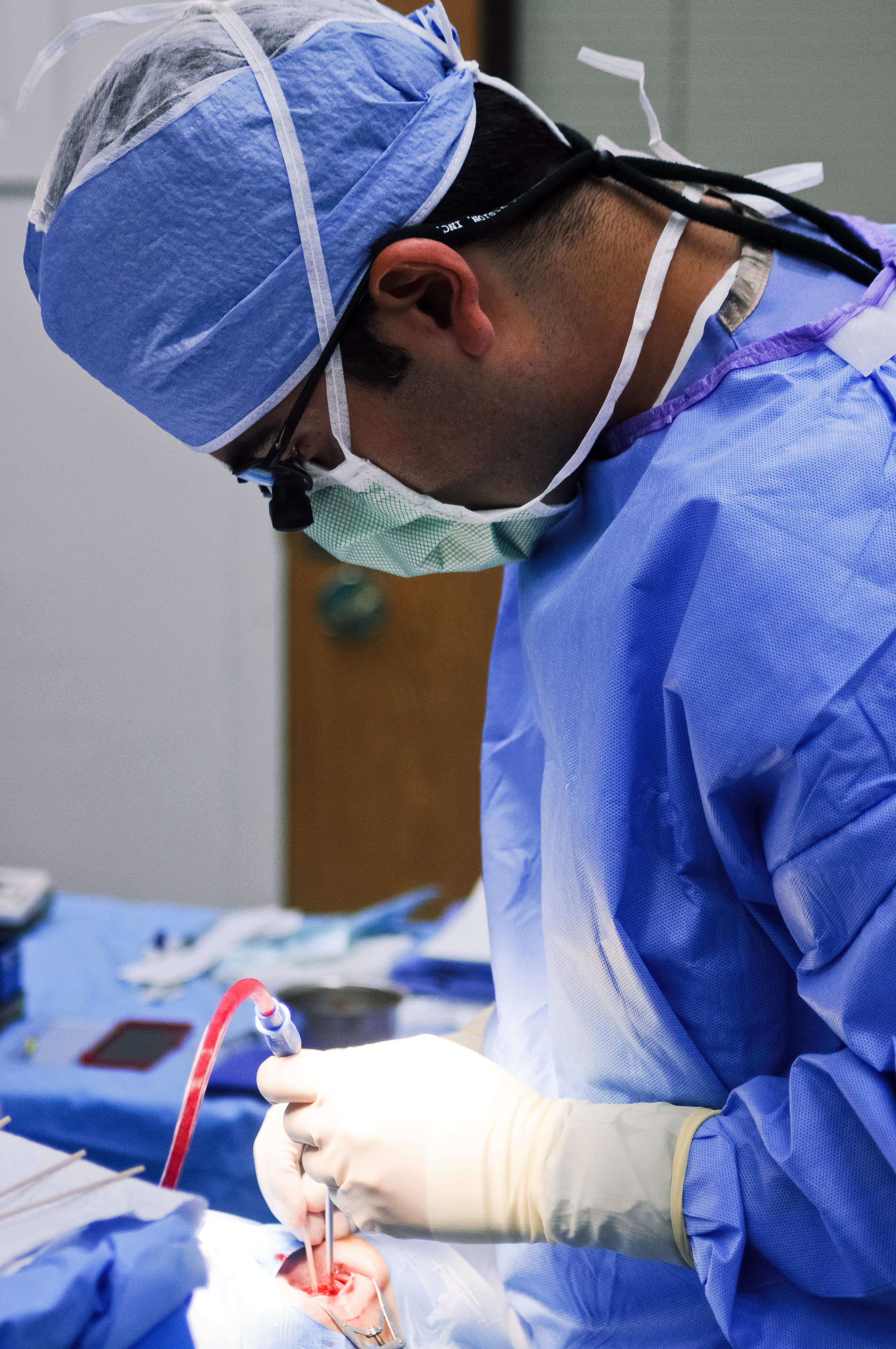

L’énucléation est une intervention chirurgicale consistant à extirper un organe, concernant en majeure partie les yeux.  
Ainsi dans l'énucléation oculaire, souvent justifiée par un glaucome ou un décollement de rétine, le chirurgien retire le globe oculaire en préservant les muscles oculaires et le reste du contenu orbital.